# William Peddie
William Peddie FRSE (Papa Westray, 31 de maio de 1861 – Dundee, 2 de junho de 1946) foi um físico e matemático aplicado escocês, conhecido por suas pesquisas sobre a visão das cores e magnetismo molecular.

## Vida
William Peddie estudou matemática e física na Universidade de Edimburgo, onde obteve a graduação em 1887 e um DSc em 1888. Foi assistente de filosofia natural (física) desde 1883 e lecturer em 1892. Em 1907 tornou-se catedrático da Universidade de Dundee.
Em 1887 foi eleito membro da Sociedade Real de Edimburgo. Seus propositores foram Peter Guthrie Tait, Thomas Muir, George Chrystal e Alexander Crum Brown. Recebeu o Prêmio Makdougall-Brisbane de 1896–1898 da Sociedade Real de Edimburgo, sendo vice-presidente da sociedade de 1919 a 1922. Foi presidente da Edinburgh Mathematical Society em 1896/97. Foi palestrante convidado do Congresso Internacional de Matemáticos em Cambridge (1912).
Aposentou-se em 1942 e morreu no hospital Ninewells em 2 de junho de 1946.
Foi sucedido como professor por George Dawson Preston.

## Família
Casou em 1891 com Jessie Isabella Dott (morreu em 1927).

## Publicações selecionadas
- A Manual of Physics. [S.l.: s.n.] 1891 Revised & enlarged 2nd edition. New York: G. P. Putnam's Sons. 1896
- The Elementary Dynamics of Solids and Fluids. [S.l.: s.n.] 1909
- Colour Vision. [S.l.: s.n.] 1922
- Molecular Magnetism. [S.l.: s.n.] 1929